# Starmus
Starmus – festiwal nauki i sztuki organizowany od 2011 r. Jego twórcą jest astrofizyk Garik Israelian. Trzy pierwsze edycje festiwalu odbywały się na Wyspach Kanaryjskich. W radzie festiwalu zasiadają Stephen Hawking, Brian May, Peter Gabriel, Richard Dawkins, Alexei Leonov, Robert Williams, David Eicher, Jack Szostak i Garik Israelian.